# 中田浩二 (俳優)
中田 浩二（なかた こうじ、1939年1月26日 - ）は、日本の男性俳優、声優、ナレーター。兵庫県神戸市出身。劇団櫂主宰。むさしの声優学院代表。

## 来歴
6歳の時に戦争の爆撃から逃れるために島根県江津市に疎開。そこの小学校に入学し「自然に触れた6年間」を過ごす。その時に日本海で初めて泳いだ経験が、中田の海に対する執着心に繋がったという。その後、大阪に引き揚げて尼崎市に住む。
越境入学ではあるが大阪府立北野高等学校に入学。2年生までは、「普通の北野高校生」らしい生活を送っていた。勉強一筋な上に赤面症で人とまともに話すことができず、何とか話ができるようになりたいと思うようになる。そんな中、3年生を迎える春休みになり、同期生の一人が事件があって休部状態だった演劇部を復活させたと知り入部。2、3回の勉強会を経て、秋口に大阪府立市岡高等学校で行われた大阪の高校連盟主宰による演劇コンクールに出場したところ、ブロック優勝を果たす。この経験を通じたことで、赤面症も克服し、本人曰く「悩みから解放された事で、学校も今までは灰色の学舎にしか見えなかったのがバラ色に見えた」と感じて、もうこの道しかないと感じて、芝居の道を志す。
早稲田大学第一文学部演劇科卒業。1960年に劇団青年座入団。座内の発表会を見に来ていた東北新社の人物から声がかかり、西部劇の二言三言のアテレコの仕事で声優としての活動も始める。当時は吹き替えがあることは無知だったが、声の仕事を俳優より先に経験したことでその後もポツポツと声優としての仕事が来るようになった。声優としての初レギュラーは『FBI』で大先輩の黒沢良から吹き替えのイロハを学んでいたという。劇団現代を経て、1976年に自らが主宰する劇団櫂を創設し、1982年に舞台作品『黒念仏殺人事件』で文化庁芸術祭優秀賞を受賞。
声優としては江崎事務所、同人舎プロダクション、新企画、S&A企画に所属していた。
2003年には、自らを代表として、むさしの声優学院を設立し、2017年には名称を「むさしのボイス&アクターズ塾」に改名。

## 人物
声種はバリトン。
『キャプテン・スカーレット』DVD-BOXにおけるインタビューでは、自身の代表作に『キャプテン・スカーレット』、『忍風カムイ外伝』、『エースをねらえ!』の3作を挙げている。
アテレコ業では仲村秀生を兄貴分として私淑しており、仕事に対する姿勢、スタジオでのマナー、コンディション作りなど、何もかもが立派で大いに刺激を受けたと語っている。
特技は空手と関西弁。趣味は水泳と卓球。

## 出演（俳優）

### テレビドラマ
- 特別機動捜査隊 第129話「非行少年」（1964年、NET / 東映テレビプロ）
- 銭形平次 （CX / 東映）
  - 第123話「海鳴りの狼火」（1968年） - 伊太八
  - 第189話「能面の男達」（1969年） - 喜八
  - 第374話「むしけらの魂」（1973年） - 今戸の源助
- 天を斬る 第5話「祝いの夜」（1969年、NET / 東映）
- 素浪人 花山大吉 第55話「大酒喰らって冴えていた」（1970年、NET / 東映） - 勘太
- 遠山の金さん捕物帳（NET / 東映）
  - 第18話「影に追われた男」（1970年） - 沼垣新太郎
  - 第134話「過去を失った男」（1973年） - 伝次
- 大河ドラマ（NHK）
  - 新・平家物語（1972年） - 並河権六
  - 花神（1977年） - 永井尚志（主水正）
- 大江戸捜査網（12ch / 日活 - 三船プロ）
  - 第78話「悪人と笛吹き少女」（1972年） - 神谷主膳
  - 第293話「対決! 忍者の掟」（1977年） - 手塚仙之助
  - 第373話「女掏摸 初春に翔ぶ」（1979年） - 虎
- 荒野の素浪人(NET / 三船プロ)
  - 第1シリーズ
    - 第34話「脱走 火攻めの死刑台」（1972年） - 香月
    - 第55話「襲撃 国境の狼火」（1973年） - 伊奈軍太夫

  - 第2シリーズ 第15話「孤影燃ゆ」（1974年）
- 荒野の用心棒（NET / 三船プロ）
  - 第3話「兇弾は女地獄に炸裂して…」（1973年） - 津久井新兵衛
  - 第18話「黒い陰謀は波涛を越えて…」（1973年） - 加田与十郎
- 旗本退屈男 第3話「小判の足跡」（1973年、NET） - 肥前屋
- 右門捕物帖（1974年、NET / 東映） - 大崎
- 高校教師 第14話「バレー部員乱闘事件」（1974年、12ch / 東宝） - 大野
- 破れ傘刀舟 悪人狩り（NET / 三船プロ）
  - 第8話「三途の川の子守唄」（1974年） - 倉田甚内
  - 第64話「悪徳の勲章」（1975年） - 井上左内
  - 第107話「おんな捕物地獄花」（1976年） - 葉切和十郎
- 隠し目付参上 第6話「からくり三太はなぜ泣いたか」（1976年、MBS / 三船プロ） - 脇坂玄蕃
- 破れ奉行 第4話「熱風!黄金地獄館」（1977年、ANB / 中村プロ） - 陣十郎
- 太陽にほえろ! 第245話「刑事犬対ギャング犬」（1977年、NTV / 東宝） - 井沢
- 旅がらす事件帖 第11話「真っ赤な花咲く運命峠」（1980年、KTV / 国際放映） - 相良河内守
- 文吾捕物帳 第4話「笑う死人たち」（1981年、ANB / 三船プロ）
- 右門捕物帖 第32話「泥に咲く花」（1983年、NTV / ユニオン映画） - 高岡
- 必殺シリーズ（ABC / 松竹） 
  - 必殺仕事人V・旋風編 第1話「主水エスカルゴを食べる」（1986年） - 高森正太夫
  - 必殺仕事人V・風雲竜虎編 第17話「恐怖の辻射ち」（1987年） - 久貝重正
  - 必殺仕事人・激突! 第14話「主水一家のバブル」（1992年） - 阿波屋
- 銭形平次 第34話「恐怖の手毬唄」（1987年、NTV / ユニオン映画） - 伊蔵 ※風間杜夫版
- 暴れん坊将軍（ANB / 東映）
  - 暴れん坊将軍III 第77話「おんな盗賊、狙われた名奉行」（1989年） - 利平
  - 暴れん坊将軍IV
    - 第10話「天下御免のくいしん坊侍」（1991年） - 奥村将監
    - 第31話「お役者新さん花の回り舞台!」（1991年） - 岩崎兵馬
    - 第48話「春一番!天狗の子がやってきた」（1992年） - 中屋徳兵衛
    - 第69話「誘拐! 乙女涙の初恋」（1992年） - 矢野左近太夫

  - 暴れん坊将軍V
    - 第17話「剣も躍る!阿波おどり」（1993年） - 日下治部
    - 第39話「偽将軍様の悪党退治!?」（1994年） - 三浦主膳

  - 暴れん坊将軍VI
    - 第8話「め組が運んだ涙の訴状」（1994年） - 菅谷庄太夫
    - 第45話「涙を抱いた花乙女」（1995年） - 西堀久太夫
    - 第48話「盗賊の娘」（1995年） - 前田備前守

  - 暴れん坊将軍VII
    - 第9話「吉宗よ、誰が為に泣く」（1996年） - 神尾備中守
    - 第16話「め組の喧嘩!二人の女房」（1997年） - 上州屋角右衛門

  - 暴れん坊将軍VIII 第9話「彼女を賭けた決闘」（1997年） - 南原伊賀亮
  - 暴れん坊将軍IX
    - 第5話「熱くてたまらない!将軍に惚れた若後家」（1998年） - 菅野内膳
    - 第23話「山茶花の誓い 再会した兄は別人!?」（1999年） - 神谷土佐守

  - 暴れん坊将軍X 第1話「吉宗爆殺!!都から来た美しき女刺客」（2000年） - 各務備後守
  - 800回新春スペシャル（2001年） - 大窪能登守
  - 暴れん坊将軍XI 第8話「お杏の悲痛な叫び!夫はなぜ殺された!?」（2001年） - 堀部播磨守
  - 暴れん坊将軍XII 第3話「老盗賊の復讐!捨てられた千両箱の謎」（2002年） - 財前美濃守
- 長七郎江戸日記（NTV / ユニオン映画）
  - 第1シリーズ SP「血闘・荒木又右衛門」（1986年） - 池田宮内少輔忠雄
  - 第2シリーズ 第12話「悲しい女」（1988年） - 仁王
  - 第3シリーズ
    - 第6話「がめつい女?」（1990年） - 佐貫屋宗兵衛
    - SP「長七郎の陰謀」（1991年） - 川島民部
- ゴリラ・警視庁捜査第8班（ANB / 石原プロ）
  - 第8話「ベイサイド・ウォーズ」（1989年）
  - 第37話「ビコーズ その理由」（1990年） - 小川常務
- 三匹が斬る!シリーズ（ANB / 東映）
  - 続・三匹が斬る! 第9話「連発銃、昨日の友は今日の敵」（1989年） - 川原
  - 続続・三匹が斬る! 第6話「母しぐれ、金が仇の地獄旅」（1990年） - 丁字屋郷右衛門
  - また又・三匹が斬る! 第3話「出雲路は、騙し騙され白兎」（1991年） - 山中弾正
  - 新・三匹が斬る!
    - 第7話「座敷童子、見たか聞いたか百万両」（1992年） - 赤井孫六
    - 第17話「母恋し、狐涙の妖怪変化」（1993年） - 大西

  - 痛快・三匹が斬る!
    - 第5話「赦免花、佐渡によこたう欲の川」（1995年） - 桑原大膳
    - 第18話「千石どり、裸踊りも厭やせぬ」（1995年） - 柳原秋保
- 鬼平犯科帳（CX / 松竹）
  - 第1シリーズ 第1話「暗剣白梅香」（1989年） - 丸太橋の与平次
  - 第2シリーズ 第11話「四度目の女房」（1991年） - 利三郎
  - 第3シリーズ 第12話「隠居金七百両」（1992年） - 薬師の半平
  - 第5シリーズ 第10話「浅草・鳥越橋」（1994年） - 傘山の瀬兵衛
  - 第9シリーズ スペシャル「大川の隠居」（2001年） - 鹿山の市之助
- 八百八町夢日記（NTV / ユニオン映画）
  - 第1シリーズ
    - 第12話「最後の賭け」（1990年） - 秋田屋
    - スペシャル「天保鬼ヶ島」（1990年） - 荒尾但馬守

  - 第2シリーズ
    - 第7話「灯明台の灯を守れ」（1991年） - 瀬川能登守宗昭
    - 第24話「密造酒を追え!」（1992年） - 浜名典膳
- 女ハングマン 夫のルスに連続殺人犯と対決!! 意外やボスは?（1990年、ABC / 松竹）
- あばれ八州御用旅（TX / ユニオン映画）
  - 第1シリーズ 第10話「暗闇に死す! 忍びの恋の最期」（1990年） - 酒井玄蕃
  - 第2シリーズ
    - 第16話「阿片地獄に散った華」（1991年） - 大和田
    - 第25話「凄絶! 新兵衛死す」（1991年） - 米沢監物

  - 第3シリーズ 第12話（SP）「清水次郎長を叩っ斬れ!」（1992年） - 寺崎刑部
  - 第4シリーズ 第3話「悲恋の行方!欺かれた八州廻り」（1994年） - 永坂権之丞
- 名奉行 遠山の金さん（ANB / 東映）
  - 第1シリーズ 第22話「花の吉原遊女斬り」（1988年） - 菊池大学
  - 第3シリーズ
    - 第13話「密入国のジャパユキさん」（1990年） - 備前屋
    - 第24話「偽装殺人!左ききの少女」（1991年） - 柏木屋

  - 第4シリーズ 第25話「裏切りの矢!八丈島から来た女」（1992年） - 杉原武太夫
  - 第5シリーズ
    - 第6話「涙の仇討!二度裏切られた女」（1993年） - 榊原図書
    - 第23話「笹舟の謎!歩いてきた幽霊」（1993年） - 木曽屋善右衛門

  - 第6シリーズ 第10話「老盗賊が捨てた娘」（1994年） - 野村主膳
  - 第7シリーズ
    - 第4話「妖怪現わる! 標的は遠山桜」（1995年） - 後藤八右衛門
    - 第20話「名探偵?金さん岡っ引きになる」（1996年） - 越後屋総兵衛
- 将軍家光忍び旅（ANB / 東映）
  - 第1シリーズ 第20話「鈴鹿、なみだの夫婦唄」（1991年） - 大竹覚左衛門
  - 第2シリーズ 第14話「名馬危うし!望月牧場の黒い罠」（1993年） - 里見大学
- 幕府お耳役檜十三郎 第4話「生まれたままの悪女」（1991年、TX / 松竹）
- 水戸黄門（TBS / C.A.L）
  - 第20部 第25話「紫頭巾が悪を斬る -中津-」（1991年） - 北出甲之進
  - かげろう忍法帖 第5話「桔梗の花は死の匂い -相馬-」（1995年） - 百足の甲子蔵
  - 第25部 第41話「白狐の舞いが悪を斬る -塩原-」（1997年） - 猪塚弾正
  - 第26部 第18話「格が救った石州半紙 -津和野-」（1998年） - 五郎蔵
  - 第27部 第26話「救って下さい!母子地蔵さま -追分-」（1999年） - 湯の花屋熊蔵
  - 第28部 第27話「格さんの恋! -福山-」（2000年） - 井筒屋
  - 第29部 第8話「友よ、立ちあがれ! -奈良-」（2001年） - 牧田総十郎
  - 第30部 第15話「謎の美人は危険な匂い -堺-」（2002年） - 半兵衛
  - 第31部 第12話「商売繁盛笹もってこい -兵庫-」（2003年） - 三木屋幸兵衛
  - 第32部 第8話（SP）「決戦!加賀百万石 -金沢-」（2003年） - 源光
  - 1000回記念スペシャル（2003年） - 伊沢軍太夫
  - 第33部 第18話「帰ってきた風の盆 -八尾-」（2004年）  - 深田弥十郎
  - 第34部 第11話「津軽馬鹿塗り頑固比べ -弘前-」（2005年） - 岩田屋
  - 第35部
    - 第6話「罠にはまったお嬢さん -日田-」（2005年） - 升屋徳兵衛
    - 第17話「その女に飲ませるな! -阿蘇-」（2006年） - 飯干玄左衛門

  - 第36部
    - 第5話「美人女医は暴れん坊 -富山-」（2006年） - 道斎
    - 第17話「男度胸の鬼退治 -岡山-」（2006年） - 勝造

  - 第37部 第15話「三下り半は御免蒙る -宮古-」（2007年） - 大谷多門
  - 第38部 第8話「炭より黒い悪党ども -彦根-」（2008年） - 熊木屋九兵衛
- 新選組 池田屋の血闘（1992年10月2日、TBS） - 外島機兵衛
- 半七捕物帳（NTV / ユニオン映画）
  - 第1話（SP）「仏の半七鬼になる!」（1992年） - 大黒屋
  - 第14話「折り鶴の女」（1993年） - 相模屋
- 闇を斬る!大江戸犯科帳（NTV / ユニオン映画）
  - 第3話「闇奉行対闇奉行」（1993年） - 横手但馬守
  - 第17話「人情裁き!裏表二人奉行」（1993年） - 野々山河内守
- 清左衛門残日録（1993年、NHK） - 山根備中
- サスペンス明日の13章「小さな王国」 （1993年5月17日、KTV / 東映） - 教頭
- 喧嘩屋右近 第2シリーズ 第8話（SP）「当たるも八卦、当たらぬも八卦」（1993年、TX / 松竹）
- 織田信長（1994年、TX） - 坂井大膳
- 闇の狩人（1994年、TX / 松竹） - 五郎山の伴助
- 土曜ワイド劇場 / 京都妖怪地図6（1994年、ABC / 松竹） - 真田孝介
- 江戸の用心棒（NTV / ユニオン映画）
  - パートI 第8話「清さん、女難の相あり」（1994年） - 江坂屋惣兵衛
  - パートI 第25話「身代り清三郎、鬼になる!」（1995年） - 野村主水
  - パートII 第3話「美人画の罠」（1995年） - 扇堂徳兵衛
- 春よ、来い（1994年 - 1995年、NHK） - 加納武
- 御家人斬九郎（CX / 映像京都）
  - 第1シリーズ 第5話「入牢志願す」（1995年） - 紀州屋伊左衛門
  - 第3シリーズ 第7話「犬も歩けば」（1997年） - 近江屋幸右衛門
- あばれ医者嵐山 第1話「酔いどれに恋女房」（1995年、TX / ユニオン映画） - 若狭屋儀平
- 銭形平次 第6シリーズ 第3話「風鈴の女」（1997年、CX / 東映） - 上総屋安兵衛
- 影武者徳川家康（1998年、テレビ朝日） - 土御門久脩
- 隠密奉行朝比奈（CX / 東映）
  - 第1シリーズ 第10話（SP）「阿蘇山火口の決闘、清正公の秘宝」（1998年） - 相良右近
  - 第2シリーズ 第5話「伊予松山・姫さまと無理心中」（1999年） - 高山勘六
- 尾張幕末風雲録 維新を動かした男・徳川慶勝（1998年、TX） - 井伊直弼
- 舞妓さんは名探偵! 第3話「舞妓純愛殺人事件」（1999年、ANB / 東映） - 桂
- 痛快!三匹のご隠居 第8話「据え膳食わぬは男の恥! されど自信が…」（1999年、ANB / 東映） - 坂井頼母
- 八丁堀の七人（ANB / 東映）
  - 第2シリーズ 第9話「爆発炎上! さらば愛しき妻よ!!最後の大捕物」（2001年） - 鳥居甲斐守
  - 第5シリーズ 第9話「与力を訴えた女！疑心暗鬼の八丁堀」（2004年） - 大村源之介
  - 第6シリーズ - 不知火仁左衛門
    - 第1話「前編　地獄を見た夫婦！幕府に恨みあり」（2005年）
    - 第2話「後編　御金蔵破り！夫の恨みを晴らす女」（2005年）
- 旗本退屈男 第10話「南国の対決」（2001年、CX / 東映） - 渡海屋庄兵衛
- 剣客商売 第4シリーズ 第3話「ぶんたろの命」（2003年、CX / 松竹） - 赤沼の儀平
- 京都鴨川東署迷宮課 おみやさん 第2シリーズ 第6話「消えた女子高生の謎? 旧校舎取壊し殺人」（2003年、ANB）
- 銭形平次（村上弘明版 第2シリーズ） 第6話「欲望の支配者！平次、怒りの激闘」（2005年、EX / 東映） - 堀田頼母
- 遠山の金さん 第6話「消えた母!!金さんの危機と不良息子の愛…」（2007年、EX / 東映） - 宗右衛門
- よろずや平四郎活人剣 第5話「一匹狼」（2007年、TX / 松竹）
- 素浪人 月影兵庫 第6話「おっ母さんが現れた兵庫の剣と半次の涙」（2007年、EX / 東映） - 甚平衛
- 新春ワイド時代劇 / 徳川風雲録 八代将軍吉宗（2008年1月2日、TX / 東映） - 土屋政直
- 水曜ミステリー9 / 芸者小春姐さん奮闘記5 （2008年1月23日、TX / BSジャパン） - 廣川輝正
- 幻十郎必殺剣 第4話「ふたつの顔の女」（2008年2月8日、TX / 東映） - 戸田主膳

### 映画
- 歌え若人達（1963年、松竹） - ダーリン
- 百万人の大合唱（1972年、東宝） - 風間
- わが道（1974年、近代映画協会） - 田辺部長
- 必殺! THE HISSATSU（1984年、松竹） - 伝次
- ペンタの空（1991年、東宝） - 市川定之
- ダブル・デセプション〜共犯者（2001年、アルゴ・ピクチャーズ） - 尾崎健三
- 宣戦布告（2002年、東映） - 宇佐美一也

### Vシネマ
- 新 第三の極道VI マフィアの戦慄（1997年） - ロバート（マフィア）
- 終りなき戦い（2000年）

### 舞台
- 友達（1967年）
- 日本三文オペラ（1978年）
- 黒念仏殺人事件（1982年）

## 出演（声優）
太字はメインキャラクター。

### テレビアニメ
1969年
- 忍風カムイ外伝（カムイ）

1970年
- 赤き血のイレブン（ケン・サントス）

1971年
- 巨人の星
- 国松さまのお通りだい（鬼塚）
- ゴルゴ13
- ルパン三世 (TV第1シリーズ)（1971年 - 1972年）

1973年
- エースをねらえ!（1973年 - 1974年、宗方仁）
- 新造人間キャシャーン（彫刻家）
- ど根性ガエル
- 荒野の少年イサム

1976年
- ゴワッパー5 ゴーダム（ロマンダ）

1978年
- 一発貫太くん（酔客）
- 科学忍者隊ガッチャマンII（ボルグ少佐）
- 合身戦隊メカンダーロボ（ナレーター）

1979年
- 宇宙戦艦ヤマト 新たなる旅立ち（メルダーズ）
- 科学忍者隊ガッチャマンF（エゴボスラー伯爵）

1980年
- サイボーグ009（1979年版）（ガンダール）

1981年
- 走れメロス（ディオニス王）

1986年
- 銀牙 -流れ星 銀-（黒邪鬼）

1989年
- シートン動物記（シートン）

1990年
- 美味しんぼ（陳副主席）

1997年
- バトルアスリーテス大運動会（グラン・オールドマン）

1998年
- AWOL -Absent Without Leave-（デュラン・ガッシュ）

1999年
- 週刊ストーリーランド（ナレーション）

2001年
- 格闘料理伝説ビストロレシピ（ナレーション）
- PROJECT ARMS -プロジェクト アームズ-（ホワイト・ラビット）

2003年
- 京極夏彦 巷説百物語（北林弾正）

2004年
- サムライチャンプルー（霞清蔵）
- ルパン三世 盗まれたルパン 〜コピーキャットは真夏の蝶〜（マルコヴィッチ）

2005年
- 闘牌伝説アカギ 〜闇に舞い降りた天才〜（竜崎）

2015年
- 怪盗ジョーカー（夜叉王）

### 劇場アニメ
1968年
- 九尾の狐と飛丸（ナレーター）

1971年
- 忍風カムイ外伝 月日貝の巻（カムイ）

1982年
- FUTURE WAR 198X年

1988年
- 機動戦士ガンダム 逆襲のシャア（予告編ナレーション）

1990年
- ドラゴンボールZ この世で一番強いヤツ（Dr.ウイロー）

1991年
- サイレントメビウス（ルシファーホーク）

1992年
- 三国志 第一部・英雄たちの夜明け（張遼）

1993年
- 三国志 第二部・長江燃ゆ!（張遼）

1994年
- 三国志 完結編・遥かなる大地（張遼）
- クレヨンしんちゃん ブリブリ王国の秘宝（ミスターハブ）

2000年
- ドラえもん のび太の太陽王伝説（イシュマル）
- 名探偵コナン 瞳の中の暗殺者（小田切敏郎）

2005年
- 名探偵コナン 水平線上の陰謀（海藤渡）

2010年
- 名探偵コナン 天空の難破船（小田切敏郎）

2011年
- 名探偵コナン 沈黙の15分（小田切敏郎）

### OVA
1983年
- ダロス（ナレーター、カテリーナ副領事）

1989年
- 朱鷺色怪魔（竜神）
- MEGAZONE 23 III（ウォン・ダイ）

1991年
- 英雄凱伝モザイカ（サザラ王）

1992年
- 創世機士ガイアース（バルバロッサ）

1993年
- ジョジョの奇妙な冒険（ンドゥール）
- 創竜伝（玉帝）

1995年
- ジャイアントロボ THE ANIMATION -地球が静止する日（白昼の残月）
- YAMATO2520（マスカネン元帥）

1997年
- バトルアスリーテス大運動会（1997年 - 1998年、校長〈グラン・オールドマン〉、プロローグ ナレーション）

1998年
- 銀河英雄伝説外伝 汚名（バーゼル）
- 魔界転生（ナレーション）
- MASTERキートン（ジェームス・ウルフ）

2000年
- からくりの君（狩又貞義）

### ゲーム
- クライムクラッカーズ2（1997年、ジャンマイケル・ハッセルバーグ）
- 宇宙戦艦ヤマト イスカンダルへの追憶（2004年、メルダーズ）
- 天誅紅（2004年、黒塗りの重蔵）
- 紅忍 血河の舞（2005年、武田信玄）
- ドラゴンボールZ スパーキング!メテオ（2007年、Dr.ウィロー）
- クレヨンしんちゃん 嵐を呼ぶ シネマランド カチンコガチンコ大活劇!（2008年）※ライブラリ出演
- ポイズンピンク（2008年、聖バルド王）
- ドラゴンボールヒーローズ（2014年 - 、Dr.ウィロー） - 3作品[注釈 2]
- ドラゴンボールZ 超究極武闘伝（2015年、Dr.ウィロー）
- スーパードラゴンボールヒーローズ ワールドミッション（2019年、Dr.ウィロー）

### ドラマCD
- サンダーバード秘密基地セット（スコット・トレーシー）
- ジハード（サラディン）
- 影技〜SHADOW SKILL（リーン・ガルキトス）

### 吹き替え

#### 俳優
アラン・ラッド
- 青い戦慄（ジョニー・モリスン）
- 赤い山（ブレット）
- 暗黒街の顔役（ラッキー・ジョーダン）
- 栄光は消えず（ロッキー）
- 傷だらけの勝利（ソルティ・オルーク）
- 恐喝の街（エド・アダムズ）
- サイゴン密輸空路（ラリー少佐）
- シェーン（シェーン）※テレビ朝日版
- 潜行決死隊（フィリップ・メイスン、ジョン・マーティン）
- 対決（アル・ゴダード）
- 大爆破（ジム・ハドレー）
- 密輸空路（ニール・ゴードン）
- 烙印（チョーヤ）

ジェフリー・ハンター
- 宇宙大作戦（クリストファー・パイク）
- 男の罠（マット・ジェイムソン）
- カスター将軍（フレデリック・ベンティーン）
- キング・オブ・キングス（イエス・キリスト）
- 誇り高き男（サッド・アンダーソン）※フジテレビ旧版

ハーディ・クリューガー
- SOS北極... 赤いテント（ルンドベリー）
- サンタ・ビットリアの秘密（フォン・プラム大尉）
- 太陽にかける橋/ペーパー・タイガー（ギュンター・ミュラー）
- ハタリ!（カート・ミュラー）
- ワイルド・ギース（ピーター・カーツィー）

ロバート・ワグナー
- 史上最大の作戦（レンジャー隊隊員）※テレビ朝日版
- 戦う翼（ボー）
- 無法の王者ジェシイ・ジェイムス（ジェシー・ジェイムズ）
- 山（クリス）

#### 映画
- 哀愁の花びら（メル・アンダーソン〈マーティン・ミルナー〉）
- 赤い河（チェリー・ヴァランス〈ジョン・アイアランド〉）
- 悪の花園（ルーク・デイリー〈キャメロン・ミッチェル〉）※NET版
- 穴（マニュ〈フィリップ・ルロワ〉）
- アニマル大戦争（テイラー・マグレガー教授〈リチャード・ジャッケル〉）
- アパッチ砦（マイケル・オローク中尉〈ジョン・エイガー〉）※フジテレビ版
- 甘い生活（ロバート〈レックス・バーカー〉）
- アメリカ交響楽（ジョージ・ガーシュイン〈ロバート・アルダ〉）
- アメリカン・グラフィティ（ジョー〈ボー・ホプキンス〉）※テレビ朝日版
- アンドロメダ…（マーク・ホール博士〈ジェームズ・オルソン〉）※テレビ朝日版
- 1492 コロンブス（マルティン・アロンソ・ピンソン〈チェッキー・カリョ〉）※日本テレビ版
- 宇宙からの脱出（クレイトン・ストーン〈ジェームズ・フランシスカス〉）※テレビ朝日版
- エイリアン2（ビショップ〈ランス・ヘンリクセン〉）※テレビ朝日1989年版
- 駅馬車（ゲートウッド〈ロバート・カミングス〉）※TBS版
- エクスカリバー（ガウェイン卿〈リーアム・ニーソン〉）
- SF火星の謎/アストロノーツ（エディ・リース / ブライス・ランドルフ〈モンテ・マーカム〉）
- SF/ボディ・スナッチャー（マシュー・ベネル〈ドナルド・サザーランド〉）
- 黄金の眼（ダイアボリック〈ジョン・フィリップ・ロー〉）
- オスロ国際空港/ダブル・ハイジャック（フランク・バーンズ大尉〈ジェフリー・ウィッカム〉）
- 男と女（ピエール〈ピエール・バルー〉）※TBS1975年版
- 男の闘い（デイヴィス警部〈フランク・フィンレー〉）
- 風と共に去りぬ（フランク・ケネディ〈キャロル・ナイ〉）※日本テレビ新録版
- カプリコン・1（コールフィールド〈エリオット・グールド〉）※テレビ朝日版、（チャールズ・ブルーベーカー〈ジェームズ・ブローリン〉）※機内上映版
- 黄色いリボン（フリント・コーヒル中尉〈ジョン・エイガー〉）※フジテレビ版、（タイリー軍曹〈ベン・ジョンソン〉）※テレビ朝日版
- 恐怖の豪華ジェット機・スカイジャック（マイク・クリスティ〈アダム・ローク〉）※日本テレビ版
- 恐竜の島（ディエツ〈アンソニー・エインリー〉）
- キリング・フィールド（ボブ・キンケード〈スポルディング・グレイ〉）
- 疑惑の影（チャールズ・オークリー〈ジョゼフ・コットン〉）※テレビ朝日版
- 金星人地球を征服（ポール・ネルソン〈ピーター・グレイブス〉）
- グレン・ミラー物語（ドン・ヘインズ〈チャールズ・ドレイク〉）※フジテレビ版
- 決断の3時10分（チャーリー・プリンス〈リチャード・ジャッケル〉）
- コールガール（フランク・リグラン〈ロイ・シャイダー〉）※TBS版
- 攻撃（ナチ将校〈ペーター・ファン・アイク〉）
- 荒野の七人（ウォレス〈ロバート・J・ウィルク〉）※NET版
- 氷の微笑（タルコット〈チェルシー・ロス〉）※旧ソフト版
- 国務省の密使（マイク・ケルズ〈タイロン・パワー〉）
- コマンド戦略（クリフ・ブリッカー少佐〈ヴィンス・エドワーズ〉）※テレビ朝日版、（アラン・クラウン少佐〈クリフ・ロバートソン〉）※TBS版
- サイレント・ランニング（フリーマン・ローウェル〈ブルース・ダーン〉）
- 殺人ブルドーザー（マック〈ロバート・ユーリック〉）
- さまよえる天使（アレクサンダー・レヴィン〈ハリー・ベラフォンテ〉）
- サンフランシスコ大空港（フランク管制主任〈チャック・ダニエル〉）
- シーサイドの男（ベン・ガンサー〈トロイ・ドナヒュー〉）
- 地獄に堕ちた勇者ども（ヴォルフ・フォン・アッシェンバッハ〈ヘルムート・グリーム〉）
- 地獄のコマンド（ロストフ〈リチャード・リンチ〉）
- 地獄のヒットターゲット（クリス・カーク〈ランス・ヘンリクセン〉）
- 自殺への契約書（ルジェ〈セルジュ・レジアニ〉）※NHK版
- 七年目の浮気（トム・マッケンジー）※フジテレビ版
- 死の砂塵（レン・メリック〈カーク・ダグラス〉）
- 上海特急（ドナルド・ハーヴェイ〈クライヴ・ブルック〉）
- 10月のミサイル（マクジョージ・バンディ大統領特別補佐官）
- 重犯罪特捜班/ザ・セブン・アップス（バリッリ〈ヴィクター・アーノルド〉）※テレビ朝日版
- ジンギス・カン（ジンギス・カン〈オマル・シャリーフ〉）※TBS版
- 新・猿の惑星（オットー・ハスレイン博士〈エリック・ブレーデン〉[34]）
- シンバッド七回目の航海（王子シンバッド〈カーウィン・マシューズ〉）※東京12チャンネル版
- 人類SOS!（トム・グッドウィン〈キーロン・ムーア〉）※東京12チャンネル版
- 新・13日の金曜日（タッカー保安官〈マルコ・セント・ジョン〉）
- 新Mr.Boo!アヒルの警備保障（ファン〈フォン・ツイファン〉）
- 侵略者（アエティウス〈アンリ・ビダル〉）※東京12チャンネル版
- スインガー（リック・コルビー〈アンソニー・フランシオサ〉）
- スウォーム（ハバート博士〈リチャード・チェンバレン〉）※テレビ朝日版
- 過ぎゆく夏（ユージン・ベネディクト〈リチャード・ジョーダン〉）
- スペースバンパイア（ブコフスキー所長〈マイケル・ゴザード〉）※テレビ朝日旧録版
- 青年（アド〈ポール・ニューマン〉、ナレーション）
- 西部の一匹狼（ボビー〈サル・ミネオ〉）
- 絶海の嵐（スティーブン・トリヴァー〈レイ・ミランド〉）
- Z（マット〈ベルナール・フレッソン〉）
- センチュリアン（ロイ・フェラー〈ステイシー・キーチ〉）
- 007/ドクター・ノオ（フェリックス・ライター〈ジャック・ロード〉）※TBS版
- 戦争と平和（ピエール・ベズーホフ伯爵〈ヘンリー・フォンダ〉）※NHK版・テレビ朝日版
- 戦闘機対戦車（シュテッファー〈エリック・ブレーデン〉）
- 空飛ぶ十字剣（ラン〈タン・ウェイ〉）
- ダーティハンター（アート〈リチャード・リンチ〉）※TBS版
- ダーティ・メリー/クレイジー・ラリー（ディーク・ソマーズ〈アダム・ローク〉）※テレビ東京版
- 大学は花ざかり（ヒューゴ〈ロナルド・ルイス〉）※NHK版
- 太陽がいっぱい（リコルディ刑事〈エルノ・クリサ〉）※テレビ朝日版
- 大列車強盗団（ジャック〈クリントン・グレイン〉）
- ダラス（マーチン・ウェザビー〈リーフ・エリクソン〉）※NET新録版
- 探偵マイク・ハマー 俺が掟だ!（ロメロ〈バリー・シュナイダー〉）
- チェンバー・オブ・フィア/恐怖の密室（マーク）
- 地球の危機（クレーン艦長〈ロバート・スターリング〉）※LD版
- 地底王国（ラー〈サイ・グラント〉）
- チャック・ノリスの 地獄のヒーロー2（イン大佐〈スーン＝テック・オー〉）
- 手錠の男（オーディ・マーフィ〉）
- デス・レース2000年（フランケンシュタイン〈デヴィッド・キャラダイン〉）
- テレマークの要塞（クヌート〈リチャード・ハリス〉）※テレビ東京版
- 怒涛の果て（サム〈ギグ・ヤング〉）
- ドラゴン怒りの鉄拳（吉田師範〈ティエン・フォン〉）※テレビ朝日版
- トリプルクロス（ケラー中尉〈ハリー・メイエン〉）
- 泣きぬれた天使（ジャック・マーティン〈ジャン＝ルイ・バロー〉）※NHK版
- 南部の反逆者（イーサン・シアーズ中尉〈エフレム・ジンバリスト・ジュニア〉）
- 日本人の勲章（ピート〈ジョン・エリクソン〉）※テレビ東京版
- ハエ男の恐怖（アンドレ・ドランブル〈アル・ヘディソン〉）※NETテレビ版
- 博士の異常な愛情（カイベル〈グレン・ベック〉）※テレビ朝日版
- 裸の拍車（ロイ・アンダーソン〈ラルフ・ミーカー〉）
- バルジ大作戦（シューマッハ少佐〈タイ・ハーディン〉）※テレビ朝日版
- パンドラ（スティーヴン・キャメロン〈ナイジェル・パトリック〉）※NHK版
- 白夜の陰獣（フランシス・マシューズ）
- 昼顔（ピエール〈ジャン・ソレル〉）
- ファイヤークリークの決斗（アール〈ゲイリー・ロックウッド〉）※テレビ朝日版
- 不意打ち（ランドール・シンプソン・オコンネル〈ジェームズ・カーン〉）
- 4Dマン/SF4次元のドラキュラ（ブライアン〈ディーン・ニューマン〉）
- フォルウォスの黒楯（ハル王子〈ダン・オハーリー〉）
- 復讐のビッグガン（ライネル〈ジャック・ペラン〉）
- ブルー・マックス（ファビアン〈ダーレン・ネスビット〉、マンフレート・フォン・リヒトホーフェン男爵〈カール・シェル〉）※フジテレビ版
- ベン（ジョー・グリーア〈カズ・ガラス〉）※テレビ朝日版
- 暴力脱獄（ギャンブラー）
- ボージェスト（ボージェスト〈ガイ・ストックウェル〉）
- ボーダー（チャーリー〈ジャック・ニコルソン〉）
- 僕の村は戦場だった（ホーリン大尉〈ワレンチン・ズブコフ〉）
- 誇り高き戦場（ヴィクター・ライス〈レスリー・ニールセン〉）※旧TBS版、(クリンガマン大尉〈カート・ローウェンス〉）※フジテレビ版
- 星空の用心棒（ダグラス保安官〈フランシスコ・ラバル〉）※TBS版
- ポリス・ストーリー/香港国際警察（ピーター弁護士〈ラウ・チウィン〉[35]）※フジテレビ版
- マクリントック（デヴリン〈パトリック・ウェイン〉）※NET版
- 真昼の決闘（ハーヴェイ・ベル保安官補〈ロイド・ブリッジス〉）※フジテレビ旧版
- 真夜中の処刑ゲーム（ケイブ〈ダグ・レノックス〉）
- マラソンマン（ジーンウェイ〈ウィリアム・ディヴェイン〉）
- 緑の火 エメラルド（ドナルド〈ジョン・エリクソン〉）
- 燃える洞窟（キリクラテス〈ジョン・リチャードソン〉）
- 燃える幌馬車
- 野望に燃える男（アレックス〈ウィリアム・レイノルズ〉）
- ヤング・ヒーロー/最前線ドイツ機甲軍総反撃（レイナルト〈ゲオルギ・モトイ〉）
- 勇気ある追跡（ラビーフ〈グレン・キャンベル〉）※テレビ東京版
- 幽霊島（ハリー〈オリヴァー・リード〉）
- ラムの大通り（レナー〈ジャック・ベッツ〉）
- ランボー/怒りの脱出（ポドフスキー〈スティーヴン・バーコフ〉）※日本テレビ版
- レーサー（ラリー〈クルー・ギャラガー〉）
- レマゲン鉄橋（ハートマン陸軍中尉〈ジョージ・シーガル〉）※テレビ東京旧録版
- ローマ帝国の滅亡（ガイアス・リヴィウス〈スティーヴン・ボイド〉）
- ローラ殺人事件（ウォルド・ライデッカー〈クリフトン・ウェッブ〉）
- わが命つきるとも（ヘンリー王〈マーティン・チェンバレン〉）
- 我が道を往く（テッド・ヘインズJr.〈ジェームズ・ブラウン〉）※テレビ朝日版

#### ドラマ
- 悪魔の異形 #10（サイモン・アンドリュース）
- インディ・ジョーンズ/若き日の大冒険（カール〈クリストファー・リー〉）
- 宇宙大作戦
  - 「光るめだま」（ケルソー大尉〈ポール・カー〉）
  - 「華麗なる変身」（ゼフラム・コクレーン〈グレン・コーベット〉）
  - 「宇宙基地SOS」（トムソン〈スティーヴン・マインズ〉）
  - 「惑星セロンの対立」（ベレ〈フランク・ゴーシン〉）
- FBI（ローズ捜査官〈スティーブン・ブルックス〉、トム・コルビー捜査員〈ウィリアム・レイノルズ〉）
- 鬼警部アイアンサイド（マーク・サンガー〈ドン・ミッチェル〉）
- かわいい魔女ジニー（トニー〈ラリー・ハグマン〉）
- キャプテン・スカーレット（キャプテン・スカーレット）
  - 新 キャプテン・スカーレット（ホワイト大佐）
- 警部マクロード シーズン4 #4（レスター・ニール）
- コンバット! #147（カール・ドリスコル〈ニック・アダムス〉）
- ジェシカおばさんの事件簿 #8（ケリー・ドレイスン〈ドン・ストラウド〉）
- 新・ヒッチコック劇場 シーズン1 #8（ビル・カラハン〈ジョン・ハード〉）
- スパイ大作戦
- スペース1999
- ダンディ2 華麗な冒険 #6（グンナー・クリスチャンソン）、#22（スコット・マスケル）
- 地上最強の美女たち!チャーリーズ・エンジェル
  - シーズン1 #22（ハワード・ファイン警部補〈エド・ローター〉）
  - シーズン2 #14（ベン・ブロディ）
- 超音速攻撃ヘリ エアーウルフ
  - シーズン1 #2（サム・ローパー少佐〈ジェームズ・ホイットモア・Jr〉）
  - シーズン2 #1（サム・ヒューストン〈ジェームズ・ホイットモア・Jr〉）、#18（ニック・デソート）
- 追跡者 ハリーO（マニー・クィンラン警部〈ヘンリー・ダロウ〉）
- 電撃スパイ作戦（クレイグ・スターリング）
- 逃亡者 #103（ビリー・カーンズ〈トニー・ムサンテ〉）、#113（レーフ・カーター〈ジェームズ・ファレンティノ〉）
- 特捜刑事マイアミ・バイス シーズン1 #8（ルイス・マッカーシー）
- 特捜班CI-5（ラモス〈ロジャー・ロイド＝パック〉）
- 特別狙撃隊S.W.A.T. シーズン1 #10（デューイ）
- 特攻ギャリソン・ゴリラ（アパッチブレンダン・ブーン）
- 特攻野郎Aチーム
  - シーズン4 #1（ジョー・スカーレット）
  - シーズン5 #2（ラスコフ少佐）
- ナイトライダー
  - パイロット版（フレッド・ウィルソン〈ヴィンス・エドワーズ〉）
  - シーズン3 #18（シャトナー〈ロバート・ホーガン〉）
  - シーズン4 #11（デュラン/カート・ローランド〈アーロン・イパレ〉）
- 不思議な絵（ラフルール〈クロード・ブラッスール〉）
- プリズナーNo.6（No.12〈ジョン・キャッスル〉）
- マルコ・ポーロ シルクロードの冒険（カザール〈ヤン・ガン〉）
- 名探偵ダウリング神父 シーズン1 #3（ビル・ガードナー）
- 四次元への招待 パイロット版（ギボンズ）
- ラバーン&シャーリー シーズン1 #6（チャールス〈フレッド・ウィラード〉）
- ロンサム・ダブ（ウッドロウ〈トミー・リー・ジョーンズ〉）

#### 人形劇
- サンダーバード（スコット・トレーシー、ナレーション）
  - サンダーバード 劇場版（スコット・トレーシー）※劇場公開版
  - サンダーバード6号（スコット・トレーシー）※劇場公開版

### 特撮
- 仮面ライダー響鬼（2005年、ナレーション）

### バラエティ
- 大胆MAP（2008年）※VTR出演
- お願い!ランキングGOLD（2012年）※VTR出演

### CM
- キリンシーグラム「エンブレム」CMナレーション（1981年）
- スポルディング（車のタイヤ）FMラジオCM　のナレーション（1981年）
- 日産自動車各商品（CMナレーション）
- ソニー「ドラマゾーン」（1989年）
- 大鵬薬品「ソルマック」（1994年）※顔出し出演
- 日清「カップヌードル・バーベキューチキン&ガーリックポーク」（1997年）※顔出し出演
- ホンダ・レジェンド（4代目）テレビCMのナレーション

### その他コンテンツ
- エロイカより愛をこめて イメージLP（クラウス・ハインツ・フォン・デム・エーベルバッハ少佐）